# Sungai Laru
Sungai Laru is een bestuurslaag in het regentschap Lahat van de provincie Zuid-Sumatra, Indonesië. Sungai Laru telt 2143 inwoners (volkstelling 2010).